# Katastrofa lotnicza prezydenta Macedonii
Katastrofa lotnicza prezydenta Macedonii – katastrofa, która wydarzyła się 26 lutego 2004 w Bośni i Hercegowinie. W jej wyniku zginął prezydent Macedonii Boris Trajkowski.

## Historia

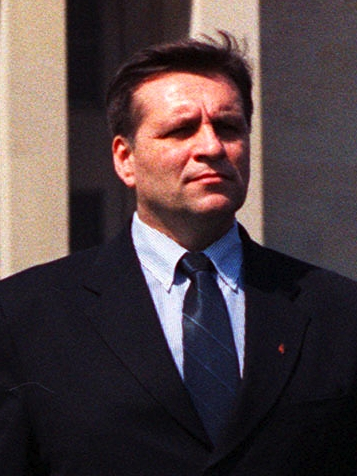
Boris Trajkowski

Delegacja Macedonii udawała się do Mostaru na konferencję ekonomiczną, podczas której miało dojść do zainicjowania starań Republiki Macedonii o przyjęcie do Unii Europejskiej.
Samolot prezydencki Beechcraft 200 Super King Air rozbił się przy słabej widoczności (mgła i deszcz) o wzgórze w pobliżu miejscowości Huskovići i Rotimlja, w odległości 15 km na południowy wschód od Mostaru. Akcję ratunkową utrudniało zaminowanie terenu katastrofy, pozostałość po wojnie serbsko-chorwackiej z lat 90. XX wieku. Z 9 osób, które znajdowały się na pokładzie, nikt nie przeżył katastrofy.
Następcą prezydenta Borisa Trajkovskiego został dotychczasowy premier Branko Crwenkowski.
Dzień po katastrofie został ogłoszony dniem żałoby narodowej w Bośni i Hercegowinie.